# Tilly Fleischer
Othilie "Tilly" Fleischer (Frankfurt am Main, 2 de outubro de 1911 — Lahr, 14 de julho de 2005) foi uma atleta e campeã olímpica alemã.
Filha de um açougueiro, era uma ginasta na infância, antes de se voltar para o atletismo, onde começou a praticar o arremesso de peso, de disco e o pentatlo, antes de se especializar no lançamento de dardo. Nesta modalidade, ela participou de dois Jogos Olímpicos, o primeiro em Los Angeles, em 1932, onde ficou com a medalha de bronze e o segundo em Berlim, em 1936, onde tornou-se campeã olímpica da prova, em frente de seu povo, na época, na Alemanha Nazista, estabelecendo um novo recorde olímpico de 45,18 metros. Como foi a primeira atleta alemã a ganhar o ouro em Berlim, foi recebida por Adolf Hitler em seu camarote no estádio.
Atleta versátil, que disputava os três tipos de lançamentos femininos, Tilly quebrou por duas vezes o recorde mundial de outra prova, o arremesso de peso - quando ainda não era uma prova olímpica - em 1929 e 1930.
Depois de se retirar do atletismo, durante a guerra, em 1943, foi campeã de handebol pelo seu clube, o Eintracht Frankfurt.